# سانتياغو رودريغيز-ميراندا
سانتياغو رودريغيز-ميراندا هو قانوني ومحامي وبروفيسور وسياسي إسباني، ولد في 1940 في مدينة ميورقة في إسبانيا. نشط حزبياً في اتحاد الوسط الديمقراطي. وقد انتخب minister of Labor, Migration and Social Security ‏ (2 ديسمبر 1981 – 2 ديسمبر 1982) وفي الانتخابات العامة الإسبانية 1977 ‏، انتخب عضو مجلس النواب الإسباني ‏ عن دائرة جزر البليار ‏ خلال فترته النيابية ‏ (5 يوليو 1977 – 2 يناير 1979) وفي الانتخابات العمومية الإسبانية 1979 ‏، انتخب عضو مجلس النواب الإسباني ‏ عن دائرة جزر البليار ‏ خلال فترته النيابية ‏ (15 مارس 1979 – 31 أغسطس 1982).